# Walter Königsdorfer
Walter Königsdorfer (* 5. Oktober 1907 in Montigny bei Metz; † 18. Mai 2006 in Ebersberg) war ein deutscher Jurist und Politiker.

## Leben
Als Sohn eines Generalmajors geboren, studierte Königsdorfer Rechtswissenschaften in München. Während seines Studiums wurde er 1928 Mitglied der Burschenschaft Cimbria München. 1933 wurde er in Erlangen zum Dr. iur. promoviert. Am 1. März 1936 trat er als Regierungsassessor in den Staatsdienst ein und legte am 5. Juni 1936 die juristische große Staatsprüfung ab. Zum Regierungsrat wurde er am 1. Juli 1938 befördert. Als solcher war er in der Verwaltung des 1938 nach dem „Anschluss“ Österreichs gebildeten Reichsgau Oberdonau in Linz tätig, wohin er abgeordnet worden war.
Am 1. März 1942 wurde Königsdorfer zum Landrat des Landkreises Hallein ernannt und blieb bis gegen Ende des Zweiten Weltkrieges im Amt. Auf der Gauführertagung im Dezember 1942 in Salzburg berichtete er beispielsweise über die Kriegswirtschaft in Kreis Hallein.
1953 wurde er in der Bundesrepublik Deutschland zum Regierungsrat ernannt. 1955 bis 1972 war er Landrat im Landkreis Miesbach. Seit 1959 war er Mitglied der CSU.

## Veröffentlichungen
- In welcher Richtung erscheint eine Ausgestaltung des deutschen Gewerbe-Geheimnisschutzes nötig? Dissertation Universität Erlangen 1933.